# Schlechtleistung
Die Schlechtleistung (oder Schlechterfüllung) ist eine in Deutschland in vielen Rechtsgebieten vorkommende Leistungsstörung, die eine qualitative Abweichung der erbrachten von der geschuldeten Leistung zum Inhalt hat. 
Das Gesetz kennt als Leistungsstörung die Nichtleistung durch Unmöglichkeit, die Nichtleistung trotz Möglichkeit, die verspätete Leistung beim Schuldnerverzug und die Schlechtleistung. Der Rechtsbegriff der Schlechtleistung kommt bei allen auf Leistung gerichteten Verträgen vor und betrifft Schlechtleistungen durch den Leistungsschuldner. Die Gegenleistung besteht meist in einer Geldzahlung durch den Gläubiger, die er bei Schlechtleistung jedoch nicht zu erbringen bereit sein wird. Der Inhalt der Leistung bestimmt sich nach dem jeweiligen Vertragstyp. Insbesondere können von Schlechtleistungen Kauf-, Miet-, Pacht-, Leih-, Dienst-, Arbeits-, Werk-, Reise-, Leasing- oder Sachdarlehensverträge betroffen sein. Bei ihnen hat der Leistungsschuldner eine im Vertrag bestimmte typische Leistung zu erbringen. Weicht jedoch seine tatsächliche Leistung von der vertragsgemäß zu erbringenden negativ ab, liegt eine Schlechtleistung vor. Eine Schlechtleistung kann sowohl bei der Verletzung einer Haupt- als auch als Nebenleistungspflicht vorkommen.

## Rechtslage
Nach den §§ 323 Abs. 1, Abs. 5 Satz 2 BGB, § 326 Abs. 1 Satz 2 BGB liegt der Tatbestand einer Schlechtleistung vor, wenn eine „Leistung … nicht vertragsgemäß“ erbracht wird. Diese allgemeine Regelung der Schlechtleistung wird für einzelne Vertragstypen durch besondere Regelungen ersetzt. Das betrifft den Kauf-, Miet-, Reise- und Werkvertrag. Was der Leistungsschuldner konkret zu leisten hat, ergibt sich aus dem jeweils geschlossenen Vertrag. Der Käufer hat Anspruch auf eine handelsübliche Qualität, was das Gesetz als „mittlere Art und Güte“ bezeichnet. Der Verkäufer muss also weder eines der besten Stücke herausgeben, noch darf er eines der schlechtesten liefern.

### Kaufvertrag
Sieht ein Kaufvertrag beispielsweise die Lieferung eines Neuwagens vor, so muss der Leistungsschuldner dem Käufer gemäß § 433 Abs. 1 Satz 2 BGB den Kaufgegenstand frei von Sach- und Rechtsmängeln zur Verfügung stellen. Dazu muss der Neuwagen die vom Hersteller zugesicherte Beschaffenheit aufweisen und insbesondere „fabrikneu“ sein (§ 434 Abs. 1 BGB). Die Abweichung des Kraftstoffverbrauchs von weniger als 10 % ist unerheblich und deshalb kein Sachmangel und keine Schlechtleistung.

### Arbeitsvertrag
Ein Arbeitnehmer genügt seiner Vertragspflicht aus dem Arbeitsvertrag, wenn er unter angemessener Ausschöpfung seiner persönlichen Leistungsfähigkeit arbeitet. Bei einer negativen Abweichung von der geschuldeten Arbeitsleistung liegt Schlechtleistung vor, die den Arbeitgeber zu arbeitsrechtlichen Maßnahmen bis hin zur Kündigung berechtigen kann.
Im Arbeitsrecht gehören zur Schlechtleistung auch die Fälle abweichender Arbeitsintensität (Prokrastination, Bummelstreik, Langsamarbeit, passive Resistenz).

### Mietvertrag
Durch den Mietvertrag wird der Vermieter gemäß § 535 Abs. 1 BGB verpflichtet, dem Mieter den Gebrauch der Mietsache während der Mietzeit in einem zum vertragsgemäßen Gebrauch geeigneten Zustand zu gewähren. Insbesondere sind Mieträume im bezugsfertigen Zustand zu übergeben. Nicht renovierte Mietwohnungen stellen hingegen bei ihrer Übernahme durch den Mieter keinen Mangel dar und dürfen später auch unrenoviert übergeben werden.

### Reisevertrag
Nach § 651i BGB ist der Reiseveranstalter verpflichtet, die Pauschalreise frei von Reisemängeln zu verschaffen. Er muss die Reise so erbringen, dass sie die zugesicherten Eigenschaften hat und nicht mit Fehlern behaftet ist, die den Wert oder die Tauglichkeit zu dem gewöhnlichen oder nach dem Vertrag vorausgesetzten Nutzen aufheben oder mindern. Der Fehlerbegriff beinhaltet alle Störungen, die Ereignisse und Umstände umfassen, welche die gesamte Reise oder einzelne Reiseleistungen beeinträchtigen. Dazu gehören auch die vom Reiseveranstalter nicht beeinflussbaren Risiken wie Tropensturm oder Bürgerkrieg. Zugesicherte Reiseeigenschaften sind alle Umstände, die sich nach der Verkehrssitte wegen ihrer Art und Dauer auf den Wert und die Tauglichkeit der Reise auswirken.

### Werkvertrag
Hat beim Werkvertrag das Werk nicht die vereinbarte Beschaffenheit, so liegt nach § 633 Abs. 2 BGB ein Sachmangel und damit Schlechtleistung vor. Das ist etwa der Fall, wenn der Maurer nicht lotgerecht gemauert hat. Beim Werkvertrag kommt hinzu, dass der Unternehmer das versprochene Werk mängelfrei abzuliefern hat, weil der tatsächliche Leistungserfolg für das Zustandekommen des Werkvertrages maßgeblich ist. 
Sofern nicht anders zu bestimmen, können der Stand der Technik bzw. Lege artis als Maßstab für die geschuldete Leistung angenommen werden.

## Rechtsfolgen
Soweit der Leistungsschuldner nach § 281 Abs. 1 Satz 1 2. Alternative BGB seine fällige Leistung nicht wie geschuldet erbringt, muss der Gläubiger ihm eine angemessene Frist zur Leistung oder Nacherfüllung setzen. Ist diese erfolglos verstrichen, kann er allgemein nach § 280 Abs. 1 BGB Schadensersatz vom Schuldner verlangen. Bei einer Schlechtleistung sieht das Gesetz für einzelne Vertragstypen unterschiedliche Rechtsfolgen vor.   

### Kaufvertrag
Der Käufer einer funktionsuntüchtigen Lampe hat nach § 437 BGB folgende Optionen:
- er kann nach §§ 439 Abs. 1, 437 Nr. 1 BGB Nachbesserung verlangen, also Beseitigung eines Mangels etwa durch Reparatur;
- er kann vom Kaufvertrag gemäß § 437 Nr. 2, § 323 Abs. 1 Satz 1 BGB zurücktreten, wenn der Tatbestand des Sachmangels erfüllt und die Gewährleistungsfrist (§ 438 BGB) noch nicht verstrichen ist.[9];
- er kann nach § 441 BGB den Kaufpreis mindern oder
- er kann nach den §§ 440, § 280, § 281, § 283 und § 311a BGB Schadensersatz oder nach  § 284 BGB Ersatz vergeblicher Aufwendungen verlangen.

Dabei muss er die in § 438 BGB enthaltenen Verjährungsfristen beachten.

### Arbeitsvertrag
Ob eine Leistung als Schlechtleistung anzusehen ist, beurteilt sich nach dem Arbeitsvertrag. Ist die Arbeitsleistung im Vertrag üblicherweise dem Arbeitsvolumen und der Arbeitsqualität nach nicht oder nicht näher beschrieben, so richtet sich der Inhalt des Leistungsversprechens einerseits nach dem vom Arbeitgeber durch Ausübung des Direktionsrechts festzulegenden Arbeitsinhalt und andererseits nach dem persönlichen, subjektiven Leistungsvermögen des Arbeitnehmers. Der Arbeitnehmer muss tun, was er soll, und zwar so gut, wie er kann. Ein objektiver Maßstab ist nicht anzusetzen. Bleiben mithin die Leistungen eines Arbeitnehmers deutlich hinter denen vergleichbarer Arbeitnehmer zurück und unterschreiten die Durchschnittsleistung erheblich, so kann von einer Schlechtleistung gesprochen werden. Bei ihr ist das Verhältnis von Leistung und Gegenleistung stark beeinträchtigt. Auf Pflichtverletzungen beruhende Schlechtleistungen sind geeignet, eine ordentliche Kündigung zu rechtfertigen.
Eine Kündigung wegen schlechter Arbeitsqualität ist einem Urteil des Bundesarbeitsgerichts (BAG) vom Januar 2008 zufolge rechtlich nur zulässig, wenn der Arbeitnehmer über einen längeren Zeitraum hinweg unterdurchschnittliche Leistungen erbringt und dabei entweder weniger produziert oder erheblich mehr Fehler macht als der Durchschnitt der Arbeitnehmer im Betrieb oder wenn er nach seinen persönlichen Fähigkeiten zu einer besseren Leistung in der Lage ist. Im zitierten Fall ging es um eine Versandarbeiterin in einem Versandkaufhaus, die eine Fehlerquote zwischen 4,01 ‰ und 5,44 ‰ aufwies, während die durchschnittliche Fehlerquote der 209 eingesetzten vergleichbaren Mitarbeiter demgegenüber nur 1,34 ‰ erreichte. Im Urteil machte das BAG deutlich, dass die längerfristige deutliche Überschreitung der durchschnittlichen Fehlerquote je nach tatsächlicher Fehlerzahl, Art, Schwere und Folgen der fehlerhaften Arbeitsleistung ein Anhaltspunkt dafür sein kann, dass der Arbeitnehmer vorwerfbar seine vertraglichen Pflichten verletzt. 

### Mietvertrag
Hat nach § 536 Abs. 1 BGB die Mietsache bei Überlassung oder während der Mietzeit einen Mangel, der ihre Tauglichkeit zum vertragsgemäßen Gebrauch aufhebt oder mindert, so ist der Mieter zunächst nach § 536c Abs. 1 BGB zur Anzeige des Mangels beim Vermieter verpflichtet und dann von der Entrichtung der Miete befreit oder braucht nur eine angemessen herabgesetzte Miete zu entrichten. Die Rechtsprechung hat für die zahlreichen Mietmängel Prozentsätze der Mietminderung entwickelt, die je nach Schwere variieren können (Schimmelpilz bis 100 % der Miete, Rattenbefall bis 80 %, Heizungsausfall im Winter bis 75 %, erhebliche Bauarbeiten im Haus bis 60 %, Feuchtigkeit in den Wänden bis 50 %, Lärmbelästigung durch Nachbarn bis 35 %, Ungeziefer bis 25 %, Ausfall der Wasserversorgung bis 10 %). Der Mieter kann nach § 536a Abs. 1 BGB optional auch Schadensersatz verlangen.

### Reisevertrag
Bei einem vorliegenden Reisemangel kann der Reisende nach § 651i Abs. 3 BGB nach § 651k Abs. 1 BGB Abhilfe verlangen, nach § 651k Abs. 2 BGB selbst Abhilfe schaffen und Aufwendungsersatz verlangen, nach § 651k Abs. 3 BGB Abhilfe durch andere Reiseleistungen (Ersatzleistungen) verlangen, nach § 651k Abs. 4 und 5 BGB Kostentragung für eine notwendige Beherbergung verlangen, den Vertrag nach § 651l BGB kündigen, die sich aus einer Minderung des Reisepreises (§ 651m BGB) ergebenden Rechte geltend machen und nach § 651n BGB Schadensersatz oder nach § 284 BGB Ersatz vergeblicher Aufwendungen verlangen.

### Werkvertrag
Bei Schlechtleistung kann der Besteller Nacherfüllung gemäß § 635 BGB verlangen, den Mangel nach § 637 BGB selbst beseitigen und Ersatz der erforderlichen Aufwendungen verlangen, vom Vertrag gemäß §§ 636, 323 und 326 Abs. 5 BGB zurücktreten oder nach § 638 BGB die Vergütung mindern oder nach den §§ 636, 280, 281, 283 und 311a BGB Schadensersatz oder nach § 284 BGB Ersatz vergeblicher Aufwendungen verlangen (§ 634 BGB).

## Bedeutung
Die rechtliche Sanktionierung der Schlechtleistung zielt darauf ab, dass der Verkäufer oder Hersteller gezwungen wird, einen bestimmten Qualitätsstandard durch Qualitätssicherung während der Produktion aufrechtzuerhalten und dauerhaft anzubieten, während der Käufer oder Besteller durch Verbraucherschutz in die Lage versetzt wird, seine Qualitätsvorstellungen auch rechtlich durchzusetzen. Wird das vom Kunden erwartete Qualitätsniveau geliefert, entsteht Kundenzufriedenheit.